# یاووژنو
یاووژنو (به لهستانی: Jaworzno) یکی از شهرهای جنوبی لهستان در نزدیکی کاتوویتس است.
یاووژنو در بخش شرقی اتحادیه کلان‌شهر سیلزیایی علیا (با جمعیتی بیش از ۲ میلیون نفر) قرار دارد.
جمعیت شهر بر پایه آمار سال ۲۰۰۸ برابر با ۹۵٬۵۲۰ نفر و مساحتش ۱۵۲٫۲ کیلومتر مربع است.
این شهر در بلندی‌های سیلزیایی بر کرانه رود پژمشا جای دارد.
یاووژنو از زمان انجام تقسیمات جدید کشوری از سال ۱۹۹۹ جزء استان سیلزیایی است، پیش از آن متعلق به استان کاتوویتس بود.